# As Irmãs

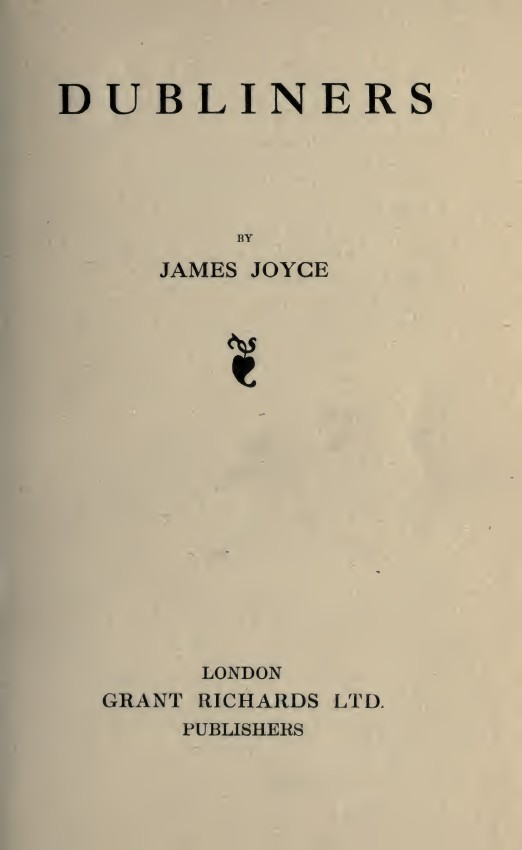
Edição em inglês de Dublinenses

As irmãs é um conto de James Joyce, o primeiro de uma série de contos intitulados Dublinenses. O Jornal Irlandês Homestead publicou uma primeira versão do conto no dia 13 de agosto de 1904. Foi a primeira obra de ficção de Joyce.

## Resumo da Trama
As Irmãs retrata o relacionamento entre um garoto sem nome e o enfermo padre Flynn. O padre, que havia sido liberado de seus deveres como sacerdote, atuou como mentor do menino assumindo os deveres clericais de um padre católico.
A história começa com o rapaz contemplando a doença do padre e sua morte iminente. Mais tarde, enquanto o rapaz come seu jantar, sua tia, tio e o velho Cotter têm uma conversa na qual o menino é informado de que o padre havia morrido. A conversa foca no padre e sua relação com o garoto.
Naquela noite, o rapaz é assombrado por imagens do padre, e sonha em escapar para uma terra misteriosa.
No dia seguinte, o garoto vai ler o anúncio de que o padre havia morrido, e então caminha, meditando sobre seu sonho e seu relacionamento com o padre.
Por fim, o garoto e a tia visitam as irmãs Eliza e Nannie. Elas oferecem comida e bebida, e então Eliza e a tia iniciam uma conversa que revela que o padre Flynn aparentemente sofrera de um colapso mental depois de ter acidentalmente quebrado um cálice. O diálogo então se encerra.

## Análise Literária
A figura do padre Flynn é, de maneira recorrente, associada à imagem da Igreja Católica na Irlanda. A data de sua morte, por exemplo, é o dia primeiro de julho de 1895. Primeiro de julho é a data da festa do preciosíssimo sangue de Nosso Senhor, enquanto o ano de 1895 faz alusão ao centenário de Maynooth, o mais importante seminário Católico da Irlanda. Consequentemente, a paralisia presente na figura do padre, que também é característica das personagens que o rodeavam, é considerada pela crítica como uma representação da paralisia da Igreja Católica e seu efeito nos irlandeses. A mesma temática aparece em outras obras de Joyce, como O retrato do artista quando jovem.
A paralisia é um tema crucial nos Dublinenses, e se manifesta no jovem protagonista de As irmãs na forma como ele se mostra, ao mesmo tempo, libertado pela morte do padre e incapaz de superar os ensinamentos que recebeu do sacerdote.

## Versões Online
- The Sisters (1904) – versão de 1904.
- The Sisters (1914) – versão acabada dos Dublinenses (1914).